# Braspenning
Der Braspenning (Braspfennig) ist eine Münze aus dem 15. Jahrhundert. Sie wurde zuerst zwischen 1404 und 1419 von Johann Ohnefurcht, Herzog von Burgund, für Flandern schlagen lassen. Es handelt sich um eine Silbermünze die zunächst den zweifachen, später den zweieinhalbfachen  Wert des Groschen hatte.
Der Braspenning wurde auch vereinzelt in den Herrschaften und Bistümern des westlichen Westfalens geschlagen.